# Антигон II Гонат
Антигон II Гонат (др.-греч. Ἀντίγονος Β' Γονατάς; 319 до н. э. — 239 до н. э.) — царь Македонии из династии Антигонидов. Правил в 277—239 годах до н. э. Прозвище «Гонат» означало «из города Гонны» — по имени города в Фессалии, где он родился.

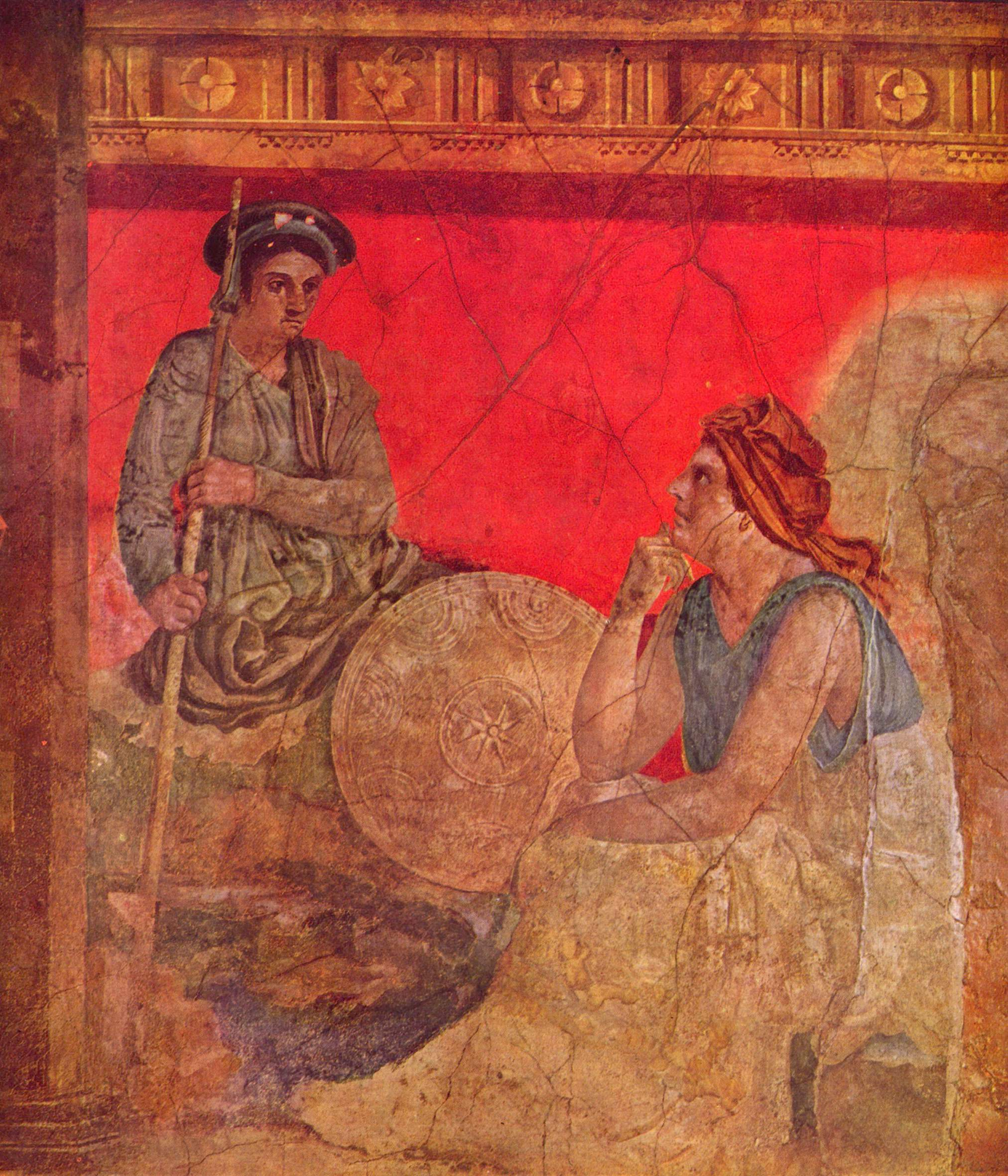
Антигон II Гонат и его мать Фила, деталь фрески из Помпей, около 40 г. до н. э. Национальный археологический музей Неаполя

## Биография

### Юные годы
Отцом Антигона был Деметрий I Полиоркет, матерью — Фила, дочь Антипатра, братом — историк Кратер. Детство и юность Антигона пришлись на первые десятилетия войн диадохов.

### Восхождение на царство
После разгрома в битве при Ипсе Деметрий I ещё на 15 лет сохранил своё влияние на Балканах. Отправляясь на войну с Селевком I, Деметрий оставил Антигона управлять делами в Греции. После смерти Деметрия в 286 году до н. э. Антигон сохранил командование над его гарнизонами в Акрокоринфе, Халкиде и Деметриаде (гарнизоны в этих городах были названы «оковами Эллады»).
После гибели последних диадохов — Лисимаха и Селевка в 281 году до н. э. — Антигон вмешался в борьбу за власть над Македонией, но победу в морском сражении (281 год до н. э.) одержал Птолемей Керавн, ненадолго ставший царём Македонии. Антигон был вынужден отойти в Малую Азию, где воевал против Антиоха I.
Вторжение кельтов в Македонию снова привело к анархии в Македонии, сопровождавшейся быстрой сменой её правителей. В 277 году до н. э. Антигон внезапно высадился в Геллеспонте, разгромил кельтов в битве при Лисимахии, и в 276 году до н. э. занял македонский трон. Для этого ему пришлось заключить союз с этолийцами и нанять в свою армию отряд кельтов в 9 000 человек.

### Первые годы царствования
Царствование Антигона началось с попыток навести порядок в греческих делах. Первые шаги царя, направленные против образовавшегося на Пелопоннесе антимакедонского Ахейского союза, были прерваны вторжением в 274 году до н. э. в Македонию эпирского царя Пирра. Антигон Гонат выступил ему навстречу с наёмной армией, основу которой составляли кельты, но потерпел поражение, уступив противнику Фессалию, Верхнюю Македонию и даже старую македонскую столицу, Эги и бежал в Фессалонику.
В 273 году до н. э., набрав новую наёмную армию и вторгнувшись в Эпир, Антигон потерпел поражение от сына Пирра Птолемея и был вынужден снова бежать на побережье.
В 272 году до н. э. Пирр двинулся против Спарты в Пелопоннес. Воспользовавшись этим, Антигон снова завладел Македонией и отправился вслед Пирру. Во время штурма Аргоса Пирр погиб, и власть над Македонией оспаривать у Антигона было уже некому.
Одержав победу над Пирром, Антигон начал укреплять своё влияние на Пелопоннесе, устанавливая лояльные к себе тиранические режимы. Он воздерживался от насаждения своих гарнизонов в пелопоннесских городах, за исключением Трезены, Мантинеи и Акрокоринфа, причём последний обеспечивал Македонии контроль над всем Пелопоннесом. Кроме того, гарнизоны были оставлены в Халкиде и Деметриаде.
Эти меры Антигона позволили восстановить в Греции относительный мир — кельты сохраняли спокойствие, этоляне приостановили проведение агрессивной политики. Началось укрепление Македонии, которая во многом смогла улучшить своё внутреннее положение и усилить внешнюю политику.

### Хремонидова война 267—261 годов до н. э.
Спокойствие было нарушено в 266/265 году до н. э., когда Афины объявили о своей независимости, подстрекаемые Хремонидом, служившим советником у царя Египта Птолемея Филадельфа. Египет до того времени не вмешивался в дела Балканского полуострова, но его начало тревожить возраставшее могущество македонского флота, который, будучи усилен пиратами, теперь господствовал в Эгейском море. Номинально войну начали Афины. Фактически же это была война Египта против Македонии.
При получении известий о восстании Афин, Антигон немедленно вторгся в Аттику и осадил Афины, окружив их плотным кольцом. Осада облегчалась тем, что в руках македонян оставался Пирей. В то же время из Александрии вышел египетский флот, а к восстанию присоединились Спарта и некоторые пелопоннесские города. Спартанцы и их союзники были, однако, заперты в Пелопоннесе македонским гарнизоном в Коринфе и не могли прийти афинянам на помощь. Египетский десант в Аттике тоже не смог оказать Афинам существенной помощи. В Мегаре подняли мятеж наёмные отряды кельтов, ранее служившие Антигону, но он разбил их в сражении.
В следующем году спартанцы предприняли попытку атаковать Антигона под Коринфом. В происшедшем крупном сражении спартанцы были разгромлены, в битве погибли спартанский царь Арей I и один из сыновей Антигона — Алкионей. Сын Арея Акротат II, не будучи в состоянии что-либо предпринять против Коринфа, выступил против промакедонски настроенного Мегалополя. Мегалопольский тиран Аристодем нанёс спартанцам тяжёлое поражение, которые в этой войне во второй раз в бою потеряли своего царя — Акротата.
Воспользовавшись отсутствием Антигона, в ослабленную долгой войной Македонию вторгся эпирский царь Александр II. Это вынудило Антигона снять осаду Афин, заключить вынужденный мир, и срочно двинуться назад, в Македонию. Там он потерпел поражение и потерял войско, перешедшее на сторону врага. Его брат Деметрий Красивый, будучи ещё подростком, победил Александра в битве при Дердии и отобрал у него Верхнюю Македонию и Фессалию.
Антигон внезапно вернулся под Афины. В то же время разведка Антигона сообщила, что к египетскому флоту, стоявшему на рейде Афин, из Александрии вышло подкрепление.
Антигон не дал противникам соединиться — он вышел с флотом в море и разбил египетскую эскадру в битве у острова Кос. Победа над египтянами позволила Антигону восстановить господство в Эгейском море, он захватил Кикладский архипелаг и побережье Карии, вернул контроль над Эвбеей. Антигон также возглавил Лигу островитян.
Осенью 262 года до н. э., испытав все ужасы осады и голода, сдались Афины. В Афинах, Мегаре, Эпидавре, Трезене встали македонские гарнизоны. Война закончилась в 261 году до н. э. победой Македонии.

### Укрепление Македонии
Антигон направил все свои дальнейшие усилия на укрепление Македонии. Он окружил Афины македонскими гарнизонами; в Аргосе, Мегалополисе и некоторых других городах Пелопоннеса правили дружественные ему тираны. Греция была умиротворена. Эпир был низведён до второстепенного государства, вскоре упразднившего царскую власть. Этолийский союз был лоялен к Македонии. Кроме того, Антигон женил своего брата Деметрия Красивого на дочери правителя Кирены, в результате чего Киренаика отпала от Египта.
Обеспечив себе прочный тыл на Балканах, Антигон начал укреплять экономику государства и пополнять казну. Правление Антигона ознаменовалось усилением Македонии и увеличением её влияния в Восточном Средиземноморье. На севере Македонии Антигон Гонат основал город Антигония (ныне — Неготин).
Антигону приходилось противостоять интригам египетских Птолемеев, пытавшихся ослабить позиции македонян в Пелопоннесе. В 252 году до н. э. родственник Антигона Александр захватил Акрокоринф, объявив себя самостоятельным правителем. В 246 (или 245) году до н. э. в морской битве при Андросе македонский флот нанёс поражение египтянам. В 243 году до н. э., после смерти Александра, Антигон возвратил Коринф, заключил соглашение с этолийцами против ахейцев и вернул в Спарту изгнанного оттуда царя Леонида. Этим он восстановил своё влияние на Пелопоннесе, несмотря на потерю Коринфа, присоединившегося к Ахейскому союзу. Вскоре между Македонией и Ахейским союзом был заключён мирный договор (241 год до н. э.), фиксировавший текущее положение дел.
Антигон Гонат умер в 239 году до н. э., передав македонский трон сыну — Деметрию II Этолийскому.

### Личность Антигона Гоната
Антигон Гонат был решительным и энергичным политиком, способным достигать своих целей окольными путями. Вместе с тем он был великодушным и незлобивым человеком. Учился у философа Евфанта Олинфского. Он также был другом философа-стоика Зенона Китийского, а когда тот умер, организовал его пышные похороны.